# سیارک ۲۴۲۲۴
سیارک ۲۴۲۲۴ (به انگلیسی: 24224 Matthewdavis، نامگذاری:1999XU76) بیست و چهار هزار و دویست و بیست و چهارمین سیارک کشف شده‌است که در ۷ دسامبر ۱۹۹۹ کشف شد.
قدر مطلق سیارک برابر ۲۰.۴ است.